# Loi tendant à l'amélioration de la situation des victimes d'accidents de la circulation et à l'accélération des procédures d'indemnisation
Lire en ligne

Texte de la loi

La loi no 85-677 du 5 juillet 1985 tendant à l'amélioration de la situation des victimes d'accidents de la circulation et à l'accélération des procédures d'indemnisation, dite loi Badinter, est une loi française qui crée un régime spécial et autonome d'indemnisation des victimes d'accident de circulation.
Elle a pour objectif de faciliter et d'accélérer l'indemnisation des victimes de ces types d'accidents, en les protégeant particulièrement. Néanmoins, elle est régulièrement critiquée par la doctrine, comme instaurant des inégalités entre les victimes.

## Vers la loi du 5 juillet 1985
La première loi étrangère sur la responsabilité automobile, est la Motor Car Act 1903 (en). Auparavant, le droit anglais était vague sur le sujet considérant que celui qui possède un objet voit sa responsabilité croître avec le danger potentiel de l'objet.
L'assurance des automobilistes est rendue obligatoire par la loi du 27 février 1958, aujourd'hui codifiée à l'article L211-1 du code des assurances. La loi assure donc les victimes d'accidents de circulation que leurs dommages seront pleinement indemnisés, le risque d'insolvabilité du débiteur d'une obligation de réparation étant écarté.
En 1971, l'utilité d'une loi applicable en matière d'accidents de la circulation routière est considérée au niveau international par la Convention de la Haye du 4 mai 1971 sur la loi applicable en matière d'accident de la circulation routière qui introduit notamment la notion d'implication du véhicule en son article 4.
|  |  |

### Accidentologie
Néanmoins, le nombre d'accidents connaît dans les années 1970 des records : le nombre de tués, sur le coup ou 30 jours après leur accident, du fait des accidents routiers, était de 16 545 en 1972. On a dès lors instauré une politique de prévention routière, qui a permis de réduire sensiblement le nombre d'accidents. Le nombre de tués s'établit ainsi à 6 058 en 2003, soit une réduction de 63 %. En 2017, le nombre de tués à 30 jours s'établit à 3 684 en comptant les départements d'outre-mer.

### Une jurisprudence peu claire
À partir d'un code civil voisin, la jurisprudence française s'est éloignée de la jurisprudence belge.
La démocratisation de l'automobile a entrainé corrélativement une multiplication naturelle des contentieux portés devant les juridictions, qui ont appliqué à ces accidents selon que la victime était ou non liée à l'auteur de l'accident, des règles de la responsabilité contractuelle ou délictuelle, notamment le régime de la responsabilité du fait des choses. Mais la jurisprudence a tant tâtonné que ses positions ont paru illogiques, inégales et injustes. À noter qu' antérieurement à la loi avaient été assimilés à des véhicules, par les juridictions civiles, administratives et mixtes, chasse-neiges, bulldozers, cabines de télébennes, engins de remontée mécanique, balayeuses de voirieet pelleteuses mécaniques, déjà,, mais pas parachutes, containers, caddies et tondeuses à gazon, dont la version autoporteuse accédera au statut de véhicule terrestre à moteur à la faveur de la jurisprudence de la loi nouvelle,.
Le conducteur se trouvait donc, en vertu du régime de responsabilité du fait des choses, totalement exonéré de sa responsabilité s'il rapportait la preuve d'une force majeure, événement extérieur, imprévisible et irrésistible. Il avait été décidé que n'étaient pas extérieurs au conducteur la rupture de freins,, l'éclatement de pneus ou le détachement d'une rotule de direction, alors que la circulation automobile implique le trinôme « conducteur, véhicule, route ». S'agissant du caractère imprévisible de la force majeure, la jurisprudence était extrêmement hésitante. Une nappe d'huile sur la route pouvait être aussi imprévisible que la flaque d'eau qui la dissimule par temps de pluie (sic)ou tout à coup prévisible dans un virage signalé dangereux. Même incertitude pour le verglas. Très épais, formé subitement et en couches épaisses, il est imprévisible,,,, mais signalé par la météo en février, il ne l'est plus. Un chien passant devant une voiture est imprévisible, tandis qu'un chat passant devant un scooter ne l'est pas. Pendant ce temps, un caillou projeté par un pneu peut, ou non, être imprévisible. La même remarque vaut pour les décisions relatives au caractère insurmontable de la force majeure : les décisions s’enchaînent sans aucune logique d'ensemble.
L'appréciation de la faute de la victime, autre cause d'exonération du conducteur, était tout autant controversée. La jurisprudence décide d'abord que la faute de la victime présentant les caractères de la force majeure entraîne l'exonération totale du conducteur. Ultérieurement, la jurisprudence rend la faute de la victime qui ne présente pas ces caractères partiellement exonératoire. Y compris si le fait ne présente pas le caractère imputable d'une faute, exigence disparue avec la Loi n° 68-5 du 3 janvier 1968 portant réforme du droit des incapables majeur et instaurant l'article 489-2 du Code civil .
La doctrine est très critique vis-à-vis de ces décisions, et développe l'idée que seule une faute inexcusable de la victime, « comportement répréhensible et délibérément choisi », peut exonérer partiellement le conducteur. En effet, il parait anormal que la victime supporte une réduction de son indemnité en raison d'une faute d'imprudence ou de négligence, alors que le débiteur de l'indemnisation n'est pas le conducteur, mais son assurance, le conducteur devant obligatoirement être assuré. Pour ces auteurs, la sanction de l'attitude fautive de la victime n'a pas de vertu préventive : la perspective de recevoir une indemnisation partielle n'est pas de nature à influencer le comportement d'une personne pressée, distraite ou maladroite,.

### L'arrêt Desmares, «provocation à la réforme[48]»
La principale critique adressée à l'ancien système était la propension du procès à devenir celui de la victime, dont on s'appuyait à démontrer la faute, pour réduire son indemnisation en proportion.
 
La Cour de cassation française rend en 1982 un arrêt, l'arrêt Desmares, dans laquelle elle tient compte des critiques doctrinales de sa jurisprudence précédente, en énonçant que le comportement de la victime, s'il n'avait pas été pour le gardien imprévisible et irrésistible, ne pouvait l'exonérer même partiellement de sa responsabilité.
Ainsi, elle ne reçoit comme cause d'exonération que la force majeure. Dès lors, une victime, même fautive, sera pleinement indemnisée, sauf si l'accident était rendu inévitable et imprévisible par une cause extérieure au conducteur qui a causé l'accident. De fait, les discussions juridiques sont considérablement réduites, au bénéfice de la victime de l'accident de circulation. Par cette jurisprudence, la Cour de cassation développe une politique du « tout ou rien ».
Cependant, les juges du fond résistent considérablement à la jurisprudence Desmares, tandis que la Deuxième chambre civile persévérait. Cette jurisprudence présentait également un important risque de dérive, au point que l'avocat général Charbonnier, dans ses conclusions, avait invité les juridictions à modérer l'indemnité mise à la charge de l'auteur du dommage, au nom de l'équité. Partisans et adversaires de cette nouvelle jurisprudence se rejoignaient, donc, pour faire un appel au législateur.

### Les projets antérieurs
Des avant-projets de loi avaient déjà été élaborés, sans avoir été proposés au Parlement.
En décembre 1964, une commission fut ainsi instituée à la Chancellerie par le Garde des sceaux Jean Foyer pour travailler sur une réforme du droit de la responsabilité civile, notamment en matière d'accidents de circulation. André Tunc, professeur de droit et membre de cette commission proposa alors deux esquisses d'une loi sur les accidents de circulation, qui suscitèrent un large débat doctrinal,, et firent leur chemin,, favorisées par des rencontres internationales,.
En 1981, une nouvelle commission fut instituée, présidée par le premier président de la Cour de cassation Pierre Bellet. Elle permit d'aboutir à la réforme de 1985, en prenant en compte les projets d'André Tunc, tout en assurant la cohérence entre le droit de la responsabilité civile et le droit des assurances.

### L'esprit de la réforme de 1985
À la suite du « désordre » de l'arrêt Desmares en 1982, et du consensus qui s'établit dès 1981 sur la nécessité d'une loi pour créer un régime spécial d'indemnisation, le gouvernement Fabius, et son ministre de la Justice Robert Badinter, dépose un projet de loi au bureau de l'Assemblée nationale.
Deux lectures en ont été avancées au moment du passage de la loi.
Pour certains auteurs, la loi du 5 juillet 1985 n'a pas entendu modifier le fondement du droit à réparation. Se contentant de traiter les causes d'exonération afin de remédier au désordre de l'arrêt Desmares, ses dispositions viennent juste se greffer sur le droit commun de la réparation. La loi ne contenant aucune disposition désignant le responsable, celui-ci devrait être déterminé, comme par le passé, au moyen des articles 1240/1382 et 1242/1384 alinéa 1er, ce qui maintiendrait les conditions d'application de la responsabilité du fait personnel et de la responsabilité du fait des choses en droit civil français, plus favorables aux conducteurs et à leurs assurances et plus défavorables aux victimes.
Pour d'autres, cette loi crée un système autonome d'indemnisation, distinct du droit commun de la responsabilité civile historique. En excluant même la force majeure et le fait du tiers comme causes d'exonération, le législateur aurait écarté sciemment les raisonnements classiques de la responsabilité civile, fondés notamment sur un lien de causalité. Que reste-t-il de la causalité quand une personne est obligée de réparer un dommage alors qu'elle a démontré que la source unique de celui-ci se situe ailleurs que dans son fait personnel ou dans le fait de la chose dont elle a la garde ? On recherche moins un responsable que le débiteur d'une obligation d'indemnisation, qui est la compagnie d'assurances d'un conducteur.
De ces deux conceptions, il y a lieu de considérer que compte tenu de l'intention du législateur et de l'interprétation jurisprudentielle qui en a été faite, seule la deuxième était bonne. Trois éléments se dégagent donc de ce nouveau régime. Son caractère indemnitaire d'abord. La distinction qu'il établit entre dommage matériel et dommage aux biens, et entre conducteurs victimes et toutes les autres victimes ensuite. L'ensemble autonome des nouvelles règles enfin, qui refoule les notions classiques de la responsabilité extracontractuelle en droit civil français, comme la fauteou la distinction entre rôle passif et rôle actif de la chose,,,.
Terré, Simler et Lequette font le parallèle entre le nouveau régime et celui des accidents du travail, la collectivité des assurés y représentant l'équivalent de la Sécurité sociale et l'assureur de la caisse garante du risque.

## Conditions
Les conditions d'application de la loi sont posées par son article premier :

« Les dispositions du présent chapitre s'appliquent, même lorsqu'elles sont transportées en vertu d'un contrat, aux victimes d'un accident de la circulation dans lequel est impliqué un véhicule terrestre à moteur ainsi que ses remorques ou semi-remorques, à l'exception des chemins de fer et des tramways circulant sur des voies qui leur sont propres. »

Si les conditions d'application de la loi sont réunies, elle seule s'applique, et le recours au droit commun (régime de responsabilité du fait des choses, fondés sur les articles 1384 et suivants du code civil français), n'est plus possible. Les victimes ne peuvent renoncer à l'invoquer au profit de l'article 1242 alinéa 1er et le juge ne peut refuser de l'appliquer au prétexte d'une demande mal fondée. Un arrêt qui fonderait sur l'article 1240 ou sur l'article 1242 alinéa 1er l'indemnisation des victimes d'accidents de la circulation ressortissant à la Loi du 5 juillet 1985 encourt la cassation,,,. La Loi du 5 juillet 1985 n'est pas applicable à un accident de la circulation survenu à l'étranger,,,.

### Accident de la circulation
L'accident de la circulation n'ayant pas été défini par le législateur, la doctrine a du s'entendre sur le sens qu'il convenait d'attribuer à la notion de circulation,. L'accident de circulation est un événement fortuit et imprévisible dans lequel est impliqué un véhicule qui a été mis en circulation par son conducteur. Le véhicule peut alors se trouver sur une voie publique ou privée,,, en mouvement,,,, ou à l'arrêt,,,,.
La Cour de cassation retient une conception très extensive de la notion de circulation. Au delà des voies ouvertes à la circulation routière, elle y inclut des lieux privés dès lors qu'il n'est pas anormal qu'il y ait une circulation sur ces lieux. Ainsi, voies privées,, cours privées, cours de casernes de pompiers, parkings publics, parkings privés, garages individuels, , atelier de réparation, chantier, champs agricoles, enceintes d'entreprise, hangars, forêts domaniales, pistes de ski,, piste de kart, plages publiques fermées pour une compétition de motocross, circuits,, couloir de trolley-bus, voie de bus, canaux, pistes d'atterrissagesy ont été assimilés.
Le mouvement et la fonction de déplacement semblent néanmoins des critères importants pour les tribunaux,. La benne basculante d'un camion-benne qui fait chuter un agriculteur, même moteur tournant ou le système de refroidissement d'un camion frigorifique où un enfant laisse le bras sont étrangers à leur fonction de déplacement. De même, l'accident dans l'habitacle d'un véhicule à moteur n'est pas nécessairement un accident de la circulation,, même si l'habitacle n'est pas un élément étranger à la fonction de déplacement du véhicule.
L'accident de la circulation au sens de la loi est donc celui qui est lié à la circulation des véhicules terrestres à moteur, que ce soit par le mouvement du véhicule du défendeur, peu important alors le lieu de l'accident, ou bien par la perturbation que son stationnement ou son immobilisation engendre pour la circulation des autres usagers de la voie publique, sauf toutefois dans le cas où le véhicule est affecté à un travail spécifique étranger à la circulation,.
En matière de compétition sportive, la loi s'applique à l'accident survenu lors d'une compétition sportive en circuit fermé,,ou ouvert,notamment pour les spectateurs,,,, les passagers navigateursou ordinaires, les commissaires de route mais pas entre concurrents,,, y compris à l'entraînement,, à moins que ce ne soit un entraînement de motocyclettes.
La qualification de compétition sportive ne s'applique pas à une sortie sur circuit, , un jeu sur un chantier d'autorouteou une partie de kart.
En matière de spectacles, la loi s'applique à l'indemnisation des dommages des spectateurs lors d'un exercice de cascade réalisé avec un véhicule terrestre à moteur durant le tournage d'un film, mais pas dans le cadre d'un accident survenu au cours d'un spectacle d'acrobaties à moto.
L'accident doit évidemment être involontaire. La loi du 5 juillet 1985 n'est applicable qu'aux seuls accidents de la circulation à l'exclusion des infractions volontaires, qu'elles soient commises par des conducteurs de voitures, contre des biens, contre des piétons, des auto-stoppeurs, des clients, des gendarmes, contre d'autres véhiculesy compris de police, contre des navires, comme voiture-bélier, par des conducteurs de tracto-pelles non identifiés, par des piétons contre un conducteurmais pas jetant un pétard contre un passager. Idem qu'il s'agisse d'un suicide du conducteur se laissant percuterou percutant un obstacle. De même d'un incendie volontaire d'un véhicule sauf s'il est causé par un inconnu. Néanmoins, la règle nemo auditur ne peut être opposée à la victime ayant participé au vol du véhicule dans lequel elle a été accidentée,.
La victime d'une infraction volontaire, à défaut donc de s'appuyer sur la loi, s'adressera utilement au Fonds de garantie des victimes d' infractions.
La qualification d'accident de circulation a pu être appliquée à des accidents divers. Un gyrobroyeur, qui, attelé à un tracteur dans un champ, projette une pierre dans l'œil de la victime à condition que le gyrobroyeur soit en mouvement au moment de l'accident. Un tracteur qui en manœuvrant sectionne le câble de la fourche qui tombe sur la victime. Un camion dont le contenu transporté se décharge sur la victime, qu'il s'agisse de bottes de pailles, ou de plaques de béton, avec ou sans usage d'appareil de levage. Une voiture en stationnement moteur arrêté dont une plaque de contreplaqué arrimée sur son toit par un tendeur tombe sur la victime. Une voiture en réparation sur le pont-élévateur d'un garage dont le moteur se met en marche. Un tracteur qui répand une flaque d'hule.
Ont pu être qualifiés d'accidents de circulation des incendies involontaires de véhicules terrestres à moteurs, qu'ils soient tracteur effectuant un travail agricole à l'arrêt dans un champ et dont le moteur prend feu, tracteur effectuant un ensilage entraînant l'incendie d'un hangar, tracteur à l'arrêt moteur en marche provoquant un incendie lors d'un chargement de bois dans une forêt domaniale, tondeuse à gazon stationnée dans un garage en provoquant l'incendie, habitation comprise, débroussailleuse attelée à un tracteur en mouvement dont le rotor engendre un incendie. La distinction semble ici relative non au caractère privé du lieu, la loi s'appliquant au bord de la chaussée,, à des bandes d'arrêt d'urgence, des parkings privatifs et des garages,,, mais à son usage d'habitation qui exclut l'application de la loi,.

### Véhicule terrestre à moteur
Le législateur n'ayant pas pris la peine de définir le terme de véhicule terrestre à moteur, les contours de sa définition ont pu quelque peu fluctuer. Néanmoins, des textes tiers fournissent quelques indices.
Le Code de la route, d'abord, en son article L110-1 : 

« Le terme "véhicule à moteur" désigne tout véhicule terrestre pourvu d'un moteur de propulsion, y compris les trolleybus, et circulant sur route par ses moyens propres, à l'exception des véhicules qui se déplacent sur rails. »

— Code de la route, article L110-1.
Le Code des assurances, ensuite, en son article L211-1 :

« Pour l'application du présent article, on entend par "véhicule" tout véhicule terrestre à moteur, c'est-à-dire tout véhicule automoteur destiné à circuler sur le sol et qui peut être actionné par une force mécanique sans être lié à une voie ferrée, ainsi que toute remorque, même non attelée. »

— Code des assurances, article L211-1.
Le véhicule terrestre à moteur peut donc se définir comme un « engin à traction mécanique, doté d'un moyen de propulsion propre, permettant de transporter des personnes ou des choses, évoluant sur le sol sans être lié à une voie ferrée ». Les automobiles, camions,,, camions à benne basculante, autocars, autobus, motos, motocyclettes sont donc des véhicules terrestres à moteur. Y ont été assimilés les tracteurs agricoles,,,,,,, les balayeuses,, les chariots élévateurs, les tondeuses, autoporteuses seulement,, les moissonneuses-batteuses,,, les bourgoins, les gyrobroyeurs,, les tractopelles, les pelleteuses mécaniques, y compris chenillées, les nacelles autoportées, les dameuses pourvues de roues, , les trottinettes thermiques,tant qu'elles circulent à plus de 6 km/h, les tricycles à moteur, les karts,, les quads,les mini motos, et les tramways circulant en site non propre uniquement,,,. L'article L110-1 du code de la route y assimile textuellement les trolleybus de même que la jurisprudence. Les outils sans force motrice propre, remorques, semi-remorques, déchaumeuses, caravanes, rotovators, sont assimilés à des ensembles routiers indissociables, à condition qu'il soit établi qu'ils soient attelés,ou tractéspar un véhicule terrestre à moteur, et non par l'Homme ou l'animal,,,. Le fonctionnement ou non du moteur, tant qu'il existe et si modeste soit-il, est indifférent, qu'il s'agisse d'une voiture en panne, en stationnement, d'un cyclomoteur poussé, utilisé comme bicyclette , d'un chariot élévateur descendant une pente, d'un autobus.
Par conséquent, un véhicule terrestre à moteur doit avoir une fonction de déplacement et/ou de transport, et surtout ne doit pas avoir une autre fonction exclusive au moment du dommage. L'hypothèse d'un engin mécanique occupé à une fonction spécifique, engins agricoles ou engins de chantiers notamment, sans fonction de déplacement, créant un dommage ne pourra à priori être soumis à la loi du 5 juillet 1985. Ce principe a été énoncé par la Cour de cassation, dans un arrêt du 8 janvier 1992 de la deuxième Chambre civile.
Ne sont pas des véhicules terrestres à moteur un fauteuil roulant électrique motorisé, son conducteur étant assimilé à un piéton,, un vélo dépourvu de moteur, même s'il percute un piéton, un vélo pourvu d'une batterie et dont le moteur ne peut être utilisé de façon autonome, une voiture à pédales ou miniature. De même, un véhicule de manègedont la Cour retient qu'il est assimilable à un jouet et qu'il n'est pas soumis à assurance obligatoire, une bétonnière non attelée en stationnement sur la chaussée, une benne de gravats déposée sur la chaussée, un enfonce-pieux, un presse-paille, un transpalette électrique mû par un employé et non par un élément tracteur, un téléski et ses perches, un motoculteur de jardinage, un compresseur de travaux publics dépourvu de roues, une grue sans siège pour piloter, un cylindre de compactage, un side-car, dont l'occupant est un passager, un trainy compris au passage à niveau, un avion, un métro,.

### Implication du véhicule terrestre à moteur
Du verbe latin implico, implicare qui signifie envelopper, plier dans, entortiller, et dérivé de plico plier, « l'implication se dit des choses qui en font supposer d'autres ».
L'implication du véhicule terrestre à moteur est une notion créée en droit français par la loi du 5 juillet 1985. Préférée au terme «participer» qui figurait dans les projets Tunc, cette notion pré-existait toutefois en droit international privé, car le terme avait été introduit par la Convention de la Haye du 4 mai 1971 sur la loi applicable en matière d'accident de la circulation routière en son article 4,.
Selon l'article 1 de la loi de 1985, la victime dispose d'un droit à réparation dès lors qu'un véhicule terrestre à moteur est "impliqué" dans l'accident. Le Garde des sceaux Robert Badinter l'entendait , lors des travaux préparatoires, comme la «participation, d'une manière ou d'une autre, au dommage». La plupart des auteurs s'accordent à définir l'implication comme le lien de rattachement du véhicule terrestre à moteur à l'accident, bien que tous ne soient pas d'accord sur l'intensité nécessaire de ce lien. La notion d'implication est en effet beaucoup plus large et plus souple que celle du lien de causalité, car la loi n'a pas pour objectif de déterminer une responsabilité, mais de garantir le dommage causé à la victime. Ainsi, l'absence de lien de causalité entre la faute d'un conducteur et le dommage subi par la victime n'exclut pas que le véhicule terrestre à moteur puisse être impliqué dans un accident.
La loi distingue deux types d'accidents; les accidents dits « simples » et ceux dits « complexes », dans lesquels la notion d'implication n'est pas appréciée de la même manière par les juges.
Dans le cas des accidents simples, il s'agit d'un accident se composant d'un fait unique. La qualification d'accident se produit d'après l'implication du véhicule terrestre à moteur. Celle-ci est qualifiée lorsque le contact se produit avec la victime ou l'autre véhicule terrestre à moteur. Ce principe a, depuis l'entrée en vigueur de la loi, toujours été appliqué par les juges. La jurisprudence a énoncé que la loi de 1985 peut être appliquée aux accidents de la circulation, que le véhicule terrestre à moteur impliqué soit en mouvement ou en stationnement, comme dans l'arrêt de la seconde chambre civile de la Cour de cassation du 21 oct 1987). Dans le cas du stationnement, la jurisprudence retenait le caractère perturbateur de la circulation de l'emplacement du véhicule terrestre à moteur.
La logique de l'implication, telle que vue par le législateur en 1985, a fortement évolué par le biais de la jurisprudence dans l'hypothèse des accidents simples, aboutissant à ne retenir qu'une « intervention, à quelque titre que ce soit ».
Les accidents complexes reprennent les conditions de l'accident simple, et se divisent en deux catégories : les carambolages et les chocs successifs atteignant une même victime.
Dans le premier cas, il s'agit d'un accident auquel participent plusieurs véhicules terrestres à moteurs. La jurisprudence sur ce problème a évolué, passant d'une distinction complète des accidents à une conception plus globale de l'accident. La jurisprudence retient aujourd'hui que tous les véhicules terrestres à moteurs étant intervenus, par contact ou non, durant l'accident sont impliqués et sont donc soumis à indemnisation des victimes. Mais la Cour de cassation estimait en 1986 qu'il existait une série d'accidents, survenant à différents moments, et que donc il convenait de rechercher de manière restrictive les véhicules terrestres à moteurs impliqués. Cette notion va s'élargir, à partir d'un arrêt de 1995, où la seconde chambre civile admet l'hypothèse d'un accident unique, dans lequel sont impliqués les véhicules terrestres à moteurs ayant eu des contacts, et à partir d'un arrêt du 24 juin 1998, n'a plus retenu le critère du contact physique pour établir l'implication du véhicule.
Avant la loi du 5 juillet 1985, les accidents de la circulation étaient soumis au droit commun : il leur fallait rechercher un fait générateur et un préjudice, et surtout un lien de causalité les reliant. Le lien de causalité est une notion très différente de l'implication. La doctrine l'a dès l'adoption de la loi reconnu, comme le souhaitait Robert Badinter dans les travaux préparatoires de la loi, en estimant que « la notion d'implication est en dehors de la causalité ». D'autres auteurs vont plus loin en affirmant que l'implication est une notion qui englobe la causalité. Le professeur Viney semble avoir trouvé un moyen terme en estimant que l'implication est une causalité élargie.
L'élargissement de la causalité est une possibilité, car une des différences flagrantes entre la causalité et l'implication est la question du rôle passif. Alors que le lien de causalité ne le relève pas, l'implication peut tout à fait inclure le rôle passif, chose voulue par le législateur. De même, l'absence d'un lien de causalité entre la faute et le dommage ne présupposera pas l'absence d'implication d'un véhicule, comme le relève l'arrêt de la seconde chambre civile de la Cour de cassation en date du 11 avril 1986. La responsabilité du fait des choses, en droit commun, a connu un effacement progressif du rôle passif, critère relevé par l'implication. Le véhicule terrestre à moteur est impliqué même si l'accident est dû à la force majeure, à une faute imprévisible et irrésistible de la victime ou au fait d'un tiers, alors que ces conditions sont exonératoires de toute responsabilité en droit commun.
Certains auteurs n'hésitent pas à rapprocher l'implication avec la théorie de l'équivalence des conditions développée par Von Kries, selon laquelle toutes les conditions d'un dommage doivent être considérées comme équivalentes. Elles sont toutes réputées être la cause de ce dommage. Si l'on supprime une des conditions ayant entraîné le dommage, celui-ci disparaît. Cette assimilation se fait d'autant plus facilement que l'implication ne nécessite qu'un lien quelconque entre le véhicule et l'accident. La causalité est faite pour trouver un responsable, alors que l'implication recherche un « vecteur d'indemnisation ».
Elle retient également le critère de la perturbation de la circulation, que le véhicule soit à l'arrêt ou pas, situations entre lesquelles la Cour de cassation ne fait aujourd'hui plus aucune distinction quant à l'implication du véhicule. La question est plus controversée lorsque le véhicule ne perturbe pas la circulation, mais la Cour de cassation a considéré que le fait qu'un véhicule soit en stationnement sans perturber la circulation n'exclut pas son implication dans un accident. Elle a de même tiré la conclusion, dans un arrêt de la Seconde chambre civile du 22 novembre 1995 que « le stationnement d'une automobile sur la voie publique est un fait de circulation au sens de la loi du 5 juillet 1985 », impliquant de fait le véhicule garé sur la voie publique.

Le contact matériel suffit à impliquer le véhicule dans l'accident : ceci a toujours été appliqué par la jurisprudence. Toutefois, dans l'hypothèse ou le véhicule est à l'arrêt, la jurisprudence avait longuement hésité, imposant la condition d'une participation matérielle au dommage et a ultérieurement exigé la démonstration du rôle perturbateur du véhicule. Toutes ces conditions disparaissent à la suite d'un arrêt du 23 mars 1993. Même la condition du contact disparaît, dans un arrêt du 18 mars 1998, où la Cour de cassation élargit l'implication au seul rôle joué par le véhicule dans le dommage, qu'il y ait eu ou non contact physique créant un dommage direct.
La question de l'indemnisation est forcément très liée à la notion d'implication censée la faciliter. La doctrine a retenu deux interprétations de la loi, notamment dans l'hypothèse des accidents complexes. L'implication du véhicule peut se limiter à l'accident, ne faisant pas de distinction entre l'accident et le dommage, ou alors en accordant une place particulière au dommage. Selon le professeur Groutel, le dommage doit seul être pris en compte, l'accident n'ayant qu'un rôle mineur. Le professeur Viney, à l'inverse, estime que l'implication ne doit pas distinguer accident et dommage, car cela est dommageable aux victimes. Cette position découle logiquement sur une indemnisation toujours plus présente, les victimes bénéficiant pour un dommage dont le lien avec l'accident n'est pas établi d'une indemnisation au titre du régime spécial. Cette position a été très critiquée par toute la doctrine, notamment à la suite d'un cas où les ayants droit avaient fait prévaloir l'implication d'un véhicule dans l'accident de leur auteur quelques mois avant sa mort par infarctus. La Cour de Cassation avait refusé d'établir un lien entre les deux dommages. Pour favoriser la victime, but premier de la loi Badinter, la jurisprudence a posé une présomption simple: l'implication dans l'accident fait présumer l'imputabilité du dommage issu dudit accident. C'est au gardien du véhicule qu'il incombe de renverser cette preuve. Par exemple, celui qui heurte un véhicule dont le passager avait déjà été éjecté par un premier choc s'exonère par cette preuve envers cette victime.
En 2022, il apparaît que lors de la chute d'un toit au travers d'une lucarne, l’accident qui résulte d’une chute « sur un véhicule en stationnement dans un garage privé », alors qu’« aucun des éléments liés à la fonction de déplacement » de ce dernier n’en est « à l’origine », ne « constitue pas un accident de la circulation », le même accident se produisant en l'absence de véhicule.

### Statut de conducteur ou de non-conducteur de la victime d'un accident
Le problème se pose pour les motards et les cyclistes éjectés de leur engin, ou de voitures traversant leur pare-brise. La qualification de conducteur est un enjeu très important pour la victime puisque le conducteur peut se voir opposer sa faute pour réduire son droit à indemnisationet que les juges ne peuvent se dispenser de vérifier si la victime était ou non conducteur. La jurisprudence a fait en premier lieu une distinction selon qu'ils ont été éjectés avant ou après le choc. Avant le choc, ce sont des piétons,,,, (Cass.2ème civ. 24 mai 1991). Après le choc, ce sont des conducteurs,, (Cass. 2e civ. 11 décembre 1991). La Cour de cassation est ensuite venue faire une deuxième distinction en jugeant que «la qualité de conducteur ou de piéton ne peut changer au cours d'un accident reconnu comme unique et indivisible»,,. Or la Cour juge désormais qu'il y a un accident unique dès lors que les collisions successives ont eu lieu dans le même laps de temps. Cette solution est très sévère pour la victime conductrice subissant un nouveau dommage après avoir été éjectée de son véhicule,.
De la même façon, est considéré comme conducteur le cyclomotoriste à l'arrêt sur son engin, occupé à fixer son casque le cyclomoteur entre les jambes, pédalant pour faire démarrer son véhicule, ou assis sur la selle le faisant avancer avec les jambes. Un tel déplacement momentané d'un cyclomoteur par le seul usage momentané des pédales n'a pas pour effet de changer la nature de l'engin,,,. Est également conducteur l'automobiliste remorqué dès lors qu'il a une certaine maîtrise dans la conduite du véhicule, ou l'automobiliste assis dans son véhicule qui tente de le faire redémarrer tout en le poussant, seul sa jambe gauche se trouvant à l'extérieur.
A contrario, n'est pas conducteur le possesseur d'un véhicule en panne qui le pousse d'une main et le dirige de l'autre, la personne qui court sur la chaussée en poussant son cyclomoteur pour le faire démarrer, ou celle qui traverse la chaussée à pied en tenant son cyclomoteur à la main. Idem pour le conducteur descendant ou descendu de son véhicule. N'est donc pas un conducteur la personne qui est sortie du véhicule dont elle assurait la conduite dans un temps voisin de l'accident,, la personne qui s’apprêtait à prendre place dans son véhicule, qui était en train de changer une roue, qui descend du véhicule après s'être arrêté, avoir coupé le moteur et ouvert la portière,, pour porter secours à une autre victime ou prendre un chiffon ou un chat dans le coffre. Pareil pour le conducteur resté dans son véhicule mais ayant quitté le volant en s'installant à l'arrière, à moins qu'il n'y soit propulsé par la violence du choc.
L'élève d'une auto-école n'est pas non plus conducteur au sens de la loi.
À noter que l'application de la loi n'est pas subordonnée à la qualité de piéton de la victimemais recouvre aussi cavaliers, cyclistes, skieurs, passagers transportés ou spectateurs. Le conducteur victime d'un accident de la circulation ne saurait lui invoquer la loi lorsque seul son véhicule terrestre à moteur est impliqué dans l'accident,. Ainsi le conducteur ou le gardien d'un véhicule victime d'un accident ne peut il invoquer la loi contre cyclistes, et piétons. L'indemnisation des dommages causés par un piéton au conducteur d'un véhicule terrestre à moteur ne peut être fondée que sur les dispositions des articles 1240 [1382 anciens] à l'exclusion de celles de la L n°85-677 du 5 juillet 1985. De la même façon, le conducteur d'un véhicule terrestre à moteur, dont il est aussi le gardien, victime d'un accident de la circulation, ne peut se prévaloir des dispositions de la L. du 5 juillet 1985 à l'encontre de son propre assureur, pour obtenir l'indemnisation de son dommage, en absence d'un tiers conducteur du véhicule, débiteur d'une indemnisation à son égard.

### Conditions non retenues
La loi Badinter du 5 juillet 1985 ne fait pas la distinction classique, chère à notre système juridique français, entre les personnes privées et les personnes publiques. Depuis une loi no 57-1426 du 31 décembre 1957, les accidents de véhicules terrestres à moteur relèvent non pas des juridictions administratives comme on aurait été tenté de le penser, mais des tribunaux judiciaires appliquant les règles du droit civil. Il en résulte donc que la loi de 1985 s'applique indifféremment que le véhicule appartienne à un particulier ou à l'Administration et que le conducteur soit privé ou fonctionnaire. (Civ 2e, 13 février 1991, deux arrêts, Bull. civ., II, no 52). La loi de 1985 ne distingue pas non plus selon que l'on se trouve dans un cas de responsabilité contractuelle ou dans un cas de responsabilité délictuelle. L'article 1er en son deuxième alinéa précise que la loi s'applique même si la victime est transportée en vertu d'un contrat. C'est-à-dire que les passagers d'un taxi ou d'un autobus par exemple, ne peuvent pas voir leurs droits restreints par les stipulations du contrat de transport. Par extension, les règles de tout contrat, quel qu'il soit, doivent être écartées. Ainsi celles du contrat de travail si un employeur est victime d'un accident causé par son préposé (Civ. 2e, 6 mars 1991,Bull. civ., II, no 70), ou celles d'un contrat de location de véhicule avec chauffeur.

## Causes d'exonération
Pour éviter d'ôter toute responsabilité aux citoyens en leur assurant une réparation automatique, le législateur a institué un régime complexe d'exonération partielle ou totale selon les fautes de la victime :

### Force majeure ou fait d'un tiers
Selon l'article 2 de la loi du 5 juillet 1985, les victimes, y compris les conducteurs, ne peuvent se voir opposer la force majeure ou le fait d'un tiers par le conducteur ou le gardien d'un véhicule mentionné à l'article 1. C'est-à-dire qu'un fait extérieur même imprévisible et irrésistible, donc constitutif de la force majeure, n'est jamais exonératoire. Prenons plusieurs situations possibles :
- le cas où la victime n'est pas un conducteur et demande réparation au conducteur ou au gardien du véhicule impliqué, ex. : un piéton est renversé par une voiture. Dans ce cas, le conducteur ne pourra jamais s'exonérer de sa responsabilité en invoquant la force majeure ;
- le cas où la victime est un conducteur et exerce ses droits à l'encontre d'un autre conducteur, ex. : deux automobilistes se percutent. Dans ce cas, on applique à la lettre l'article 2 à savoir qu'aucun des conducteurs ne pourra s'exonérer en invoquant un cas fortuit ;
- le cas où la victime est un conducteur et exerce ses droits à l'encontre d'un non-conducteur, ex. : un automobiliste agit en responsabilité à l'encontre d'un cycliste qui a causé un dommage au véhicule, dans cette situation, la loi Badinter ne peut en aucune façon s'appliquer. En effet, cette loi n'a vocation à s'appliquer qu'aux cas où le défendeur à l'action est un conducteur. La victime pourra seulement agir sur le fondement du droit commun c'est-à-dire sur l'article 1384 al 1er du code civil, et l'auteur du dommage ne pourra s'exonérer qu'en apportant la preuve d'un événement de force majeure ou d'une faute de la victime ayant concouru à la réalisation de son dommage.

### Faute de la victime
Seule la faute de la victime peut être exonératoire. Mais la faute de la victime a une incidence différente selon la combinaison de plusieurs critères: nature du dommage, qualité de la victime et nature de sa faute éventuelle.
- en cas de dommage matériel subi par la victime, qui ne saurait être inclus dans le dommage corporel[308], la faute de celle-ci a toujours pour effet de limiter ou d'exclure son indemnisation, sans avoir besoin de distinguer selon la nature de la faute ou selon l'âge de la victime (art 5 loi 5 juillet 1985). Mais la loi reste muette sur l'appréciation du degré d'exonération. La Cour de Cassation, après avoir tentée de poser des critères de distinction entre l'exonération totale et l'exonération partielle, a laissé aux juges du fond le pouvoir souverain de choisir entre exclusion de tout droit à indemnisation ou simple limitation[309],[310],[311],[312],[313].
- en cas de dommage corporel subi par un conducteur, on applique alors l'article 4 de la loi.

« La faute commise par le conducteur du véhicule terrestre à moteur a pour effet de limiter ou d'exclure l'indemnisation des dommages qu'il a subis. »
 La faute de la victime conductrice peut donc avoir pour effet de limiter ou d'exclure l'indemnisation de leur dommage si les juges du fond le décident au regret de certains auteurs,. L'effort de responsabilisation voulu par le législateur se tourne naturellement vers les conducteurs eux-mêmes, ainsi les dispositions de l'article 4 ne sont pas applicables aux non-conducteurs, comme les piétons, les cyclistes. La jurisprudence a eu à définir ce qu'est un conducteur, car le conducteur d'un véhicule à moteur n'est véritablement conducteur que lorsqu'il en a les commandes. Ainsi la jurisprudence a pu décider qu'une personne restait conducteur alors même que son moteur était arrêté, mais en revanche elle ne l'est plus si elle descend de son véhicule pour changer une roue ou pour pousser sa moto, ou encore quand elle est appuyée sur la voiture. Même au volant il n'est pas systématique que la personne soit qualifiée de conducteur si elle ne commande pas véritablement le véhicule, ainsi un élève d'auto-école n'a pas la qualité de conducteur en cas de dommage.
En cas de doute sur la qualité de la victime, le responsable aura tout intérêt à rapporter la preuve qu'au moment de l'accident la victime avait bien la qualité de conducteur afin de faire jouer les dispositions de l'art 4 visant à exonérer ou, à tout le moins, limiter l'indemnisation due à la victime en cas de faute de cette dernière. En effet le propriétaire d'un véhicule n'est pas présumé être conducteur dudit véhicule. Une fois que l'on a identifié la qualité de la victime (toujours en cas de dommage corporel car comme on l'a vu précédemment, en cas de dommages matériels, la qualité de la victime n'est pas prise en compte), il convient de voir le régime applicable. Lorsque l'on est en présence d'une victime-conducteur, sa faute exonère en tout ou partie le responsable. Mais il faut pour cela que la faute soit certaine, le simple fait que la victime aurait pu éviter l'accident ne constitue pas une faute certaine. Il faut ensuite que cette faute ait un lien de causalité avec le dommage et non avec l'accident, ainsi le fait que la victime ne portait pas sa ceinture de sécurité est une faute en lien direct avec le dommage car si elle l'avait normalement mise, son dommage aurait été amoindri. Comme pour le cas de dommages matériels, la question de savoir si l'exonération doit être totale ou partielle est abandonnée à l'appréciation souveraine des juges du fond.
- en cas de dommage corporel subi par des non-conducteurs âgés de 16 à 70 ans, on applique l'art 3 al 1er de la loi de 1985. Cet article fait la distinction selon l'âge de la victime non-conductrice (cyclistes, piétons, passagers…).

Lorsqu'ils sont âgés de 16 à 70 ans (et non atteints d'une incapacité >= à 80 %), ils peuvent se voir opposer uniquement leur faute inexcusable si et seulement si elle est la cause exclusive de l'accident. Ces deux conditions d'exonération sont cumulatives. La jurisprudence depuis 10 arrêts du 20 juillet 1987, est restée constante sur sa définition de la faute inexcusable : "seule est inexcusable au sens de ce texte, la faute volontaire d'une exceptionnelle gravité exposant sans raison valable son auteur à un danger dont il aurait dû avoir conscience". La jurisprudence se montre très clémente à l'égard des victimes dans l'application qu'elle fait de cette notion. En effet elle qualifie d'excusables des situations qui sembleraient d'apparence mériter la qualification de faute inexcusable. Par exemple, la Cour juge régulièrement que n'est pas inexcusable la faute d'un piéton en état d'ébriété traversant une chaussée hors agglomération de nuit, alors que survenait un véhicule qu'il aurait du voir,,,,,. Par contre a pu être jugé inexcusable et cause exclusive de l'accident le fait pour un piéton de traverser brusquement en courant une voie à grande circulation en surgissant à la sortie d'un tunnel, à l'endroit le plus dangereux où il n'y avait pas de visibilité.
Une fois l'étape extrêmement difficile de la qualification de faute inexcusable, il faut encore, pour que le responsable voit sa responsabilité limitée, que cette faute ait été la cause exclusive de l'accident.
C'est donc pour ces victimes que la loi a le plus radicalement amélioré la réparation, en effet l'exception de la faute inexcusable est envisagée de façon très restrictive par la jurisprudence.
- en cas de dommage corporel subi par des non-conducteurs de moins de 16 ans et de plus de 70 ans, on applique l'article 3 en son alinéa 2 de la loi de 1985. Pour ces personnes vulnérables auxquelles on assimile les handicapés à 80 %, le législateur a encore réduit les cas d’exonération du conducteur impliqué. Dans ce cas particulier, le responsable n'est exonéré que dans l'hypothèse d'une faute intentionnelle de la victime non-conducteur vulnérable, c'est-à-dire que cette dernière a recherché volontairement le dommage. Cela vise en pratique essentiellement le cas du suicide. Alors quand cette condition d'exonération (rarissime en pratique) est remplie, l'exonération du responsable est totale même si ce dernier a commis une faute.

## Mise en œuvre du droit à réparation

### Une procédure transactionnelle
La loi tend « à l'amélioration de la situation des victimes d'accidents de la circulation et à l'accélération des procédures d'indemnisation ». Pour atteindre ce double objectif, la loi aménage techniquement ce droit à indemnisation en imposant en son article 12 à l'assureur qui garantit la responsabilité civile du fait du véhicule terrestre à moteur de faire une offre d'indemnité aux victimes :

« L'assureur qui garantit la responsabilité civile du fait d'un véhicule terrestre à moteur est tenu de présenter dans un délai maximum de huit mois à compter de l'accident une offre d'indemnité à la victime qui a subi une atteinte à sa personne. En cas de décès de la victime, l'offre est faite à ses héritiers et, s'il y a lieu, à son conjoint [...]
Une offre doit aussi être faite aux autres victimes dans un délai de huit mois à compter de leur demande d'indemnisation[...]
En cas de pluralité de véhicules, et s'il y a plusieurs assureurs, l'offre est faite par l'assureur mandaté par les autres. »

Le domaine n'a pas été délaissé par la suite par le législateur, qui s'est employé à rendre plus efficace ce système d'indemnisation des victimes, en particulier s'agissant des procédures transactionnelles. La loi no 2003-706 du 1er août 2003 a ainsi aménagé une procédure plus rapide d'indemnisation en présence d'une demande expresse de la victime.
La directive no 2005/14/CE relative à l'assurance de responsabilité civile résultant de la circulation des véhicules automoteurs a ensuite fait l'objet d'une transposition par la loi no 2007-1774 du 17 décembre 2007  et par un décret no 2007-1118 du 19 juillet 2007 auquel il faut ajouter un arrêté du même jour toilettant le droit des assurances et simplifiant le mécanisme du recours au fonds de garantie automobile en fonction de l'existence d'un accident de la circulation proprement dit.

### Des actions récursoires
L'action récursoire est une action exercée par celui qui a exécuté une obligation, dont un autre étant tenu, contre ce tiers afin d'obtenir sa condamnation à lui payer à ce qui a été exécuté. Le conducteur d'un véhicule terrestre à moteur impliqué dans un accident de la circulation, et son assureur qui a indemnisé les dommages causés à un tiers, ne peuvent exercer un recours contre un autre conducteur impliqué que sur le fondement des articles 1240, 1317, et 1346 du Code civil.
Si le conducteur de véhicule terrestre à moteur impliqué dans un accident de la circulation n'est pas assuré, phénomène en progression, le Fonds de garantie des assurances obligatoires de dommages interviendra pour indemniser la victime, puis demandera à l'instance à se faire relever et garantir des sommes qu'il a versé.

## Application aux véhicules autonomes
La loi du 5 juillet 1985 nécessite, pour sa mise en œuvre, la désignation d'un débiteur d'indemnisation, le conducteur du véhicule impliqué. Ce conducteur semble renvoyer, à première vue, à une personne humaine, absente ou tout du moins effacée, lorsque entre en scène un véhicule autonome. Face à l'arrivée prochaine, pour ne pas dire contemporaine, des véhicules autonome, l'incertitude demeure au sein d'une doctrine foisonnante,,,,,,,, qu'elle appelle à un nouveau régime propreou à faire usage de la loi existante.

#### Ouvrages principaux
Yves Lequette, Philippe Simler, François Chénedé et Alex Weill, Droit civil : les obligations, Dalloz-Précis Dalloz, octobre 2018, 12e éd. (1re éd. 1971), 2036 p. (ISBN 9782247170302 et 2247170307, EAN 9782247170302, OCLC 1062365384, BNF 45616498, HAL hal-02059094, lire en ligne)
Philippe Malaurie, Laurent Aynès et Philippe Stoffel-Munck, Droit des obligations, Lextenso-LGDJ, 2016, 8e éd. (1re éd. 2003), 897 p. (ISBN 9782275049588, EAN 9782275049588, ISSN 1958-9905, OCLC 958389026, BNF 45113605, lire en ligne)
Muriel Fabre-Magnan, Droit des obligations Volume II-Responsabilité civile et quasi-contrats, Thémis-Presses universitaires de France (1re éd. 2007), 437 p. (ISBN 9782130563723, EAN 9782130563723, OCLC 493998799, BNF 41114876, lire en ligne)

#### Ouvrages secondaires
Daniel Bert (préf. Kami Haeri), Cours de droit des obligations, Enrick B Éditions, 2018, 2e éd. (1re éd. 2017), 458 p. (ISBN 9782356443113 et 2-35644-311-8, EAN 9782356442024, OCLC 1111593976, BNF 45320545, lire en ligne)
Clément François, Cours de droit des obligations, IEJ Jean Domat, 2020, 2e éd. (1re éd. 2019), 693 p. (ISBN 978-2-38041-010-5 et 2-38041-010-0, EAN 9782380410105, OCLC 1202248063, BNF 46676556, lire en ligne)
Cyril Bloch, Christophe Guettier, André Giudicelli, Philippe Le Tourneau (dir.), Jérôme Julien, Matthieu Poumarede et Didier Krajeski, Droit de la responsabilité et des contrats : régimes d'indemnisation, 2020, 12e éd. (1re éd. 1998), 2854 p. (ISBN 978-2-247-20137-2 et 2-247-20137-7, OCLC 1200038581, BNF 37116058, lire en ligne)
Henri Capitant, François Terré, Yves Lequette et François Chénedé, Les grands arrêts de la jurisprudence civile. Tome 2, Obligations, contrats spéciaux, sûretés, Dalloz, 2015 (ISBN 978-2-247-15725-9 et 2-247-15725-4, OCLC 945195549, lire en ligne)